# Stefan Kapłaniak
Stefan Kapłaniak "Cenek", né le 10 avril 1933 à Szczawnica et mort le 8 août 2021 à Chicago,, est un kayakiste polonais. 

## Carrière
Stefan Kapłaniak participe aux Jeux olympiques de 1960 à Rome et remporte la médaille de bronze en K-2 1000m avec Władysław Zieliński.